# الفساد في الولايات المتحدة
الفساد في الولايات المتحدة هو فعل يقوم به المسؤولون الحكوميون الذين يسيئون استخدام سلطاتهم السياسية لتحقيق مكاسب شخصية، عادة من خلال الرشوة أو غيرها من الأساليب، في حكومة الولايات المتحدة. كان الفساد في الولايات المتحدة قضية سياسية دائمة، وبلغ ذروته في عصر جاكسون والعصر المذهب قبل أن يتراجع مع إصلاحات الحقبة التقدمية.
اعتبارًا من عام 2022، احتلت الولايات المتحدة المرتبة 27 بين الدول الأقل فسادًا وفقًا لمؤشر مدركات الفساد.

## خلفية تاريخية

### القرن الثامن عشر
يعود الفساد في الولايات المتحدة إلى تأسيس الدولة. كانت الثورة الأمريكية، جزئيًا، ردًا على الفساد الملحوظ في النظام الملكي البريطاني. تطور الفصل بين السلطات لتمكين المساءلة. كما خدمت حرية تكوين الجمعيات هذه الغاية، إذ سمحت للمواطنين بالتنظيم بشكل مستقل عن الحكومة. كان هذا على عكس بعض القوى الأوروبية في ذلك الوقت حيث كانت جميع الجمعيات والأنشطة الاقتصادية تدار بشكل ضمني من قبل الحكومة.
خلال المؤتمر الأول للولايات المتحدة، اقترح وزير الخزانة ألكسندر هاملتون العديد من المبادرات الاقتصادية الجديدة التي تضمنت الضرائب والتعريفات والديون والبنك الوطني. نمت المخاوف من أن تؤدي هذه المقترحات إلى الفساد إلى درجة أن الحزب الديمقراطي الجمهوري تشكَّل لمعارضتها.

### القرن التاسع عشر
عاد الفساد إلى الظهور كموضوع رئيسي في السياسة الأمريكية في الانتخابات الرئاسية الأمريكية عام 1824، إذ خاض أندرو جاكسون الانتخابات كمرشح لمكافحة الفساد. وقد تفاقمت القضية بسبب النتائج المثيرة للجدل للانتخابات التي حالت دون فوز جاكسون، والمعروفة باسم صفقة الفساد. بعد فوز جاكسون في الانتخابات التالية، أصبح الخلاف حول البنك الوطني ذا صلة مرة أخرى بقضية الفساد.
في حكومات الولايات، تصرح السلطات مواثيق الشركات للسماح بإنشاء شركات جديدة. وقد واجه هؤلاء بعض المقاومة بسبب احتمالية الفساد. بينما كانت تُستخدم عمومًا بطرق عززت التنمية الاقتصادية للولايات، كانت هناك حالات من المواثيق التي أعطيت معاملة تفضيلية للحلفاء السياسيين. على سبيل المثال، منح فندق ألبان ريجينسي مواثيق للبنوك مقابل الدعم السياسي والمالي. حُلت هذه المشكلة في النهاية إذ وحدت حكومات الولايات عملية التأسيس طوال أربعينيات القرن التاسع عشر.
كان العصر المذهب فترة ازدهار ونمو متزايد في الولايات المتحدة. أدى هذا النمو إلى زيادة مقابلة في الفساد والرشوة في الحكومة والأعمال. كانت قضية الخلاف الرئيسية هي نظام الغنائم، إذ مُنحت الوظائف الحكومية مقابل الدعم السياسي. طُرحت هذه القضية من خلال إصلاح الخدمة المدنية.
كانت رئاسة أوليسيس س. غرانت غارقة في حالات الفساد. انتُخب جرانت بدون خبرة سياسية، وكان لديه القليل من القدرة على التحكم أو تنظيم أعضاء حكومته، الذين شرعوا في الاستفادة من قلة خبرته. تشمل الأمثلة البارزة حلقة الويسكي وفضيحة ستار روت وفضيحة التاجر. أصبحت فضيحة كريدي موبيليه أيضًا معلومات عامة في هذا الوقت.

### القرن العشرين
كانت الحقبة التقدمية فترة من الحماسة المناهضة للفساد في الولايات المتحدة بقيادة الحركة التقدمية. خلال هذا الوقت، استُهدفت الآلات والاحتكارات السياسية وألغي تأسيسها. كان ثيودور روزفلت شخصية رئيسية في العصر التقدمي، حيث قاد جهود مكافحة الاحتكار.
كانت فضيحة تي بوت دوم مثالًا رئيسيًا على الفساد خلال رئاسة وارن جي هاردينغ. كان وزير الداخلية ألبرت ب. فال قد قبل رشاوى من شركات النفط مقابل الوصول إلى احتياطيات النفط الحكومية. بعد اكتشاف الفساد، حُكم على فال بالسجن.
كان ريتشارد نيكسون على وجه الخصوص موضوع مزاعم فساد متعددة. أثناء ترشحه لمنصب نائب الرئيس في عام 1952، ألقى نيكسون خطابًا مشهورًا أعلن فيه قبوله هدية واحدة، كلبًا يُدعى تشيكرز، وأنه لا ينوي إعادتها. أثناء رئاسة نيكسون، تورط في فضيحة ووترغيت. قبل فترة وجيزة، أدين نائب الرئيس سبيرو أغنيو بتهمة الاحتيال الضريبي.
في السبعينيات، أجرى مكتب التحقيقات الفيدرالي عملية اللدغة التي تحمل الاسم الرمزي عملية أبسكام للكشف عن الفساد في الكونجرس. وأدين سبعة من أعضاء الكونجرس بتهمة الرشوة.

## الفساد الحالي
تراجعت مقاومة الولايات المتحدة المتصورة للفساد في السنوات الأخيرة، إذ انخفضت مرتبتها إلى المرتبة 18 في عام 2016 إلى المرتبة 27 من أصل 180 على مؤشر مدركات الفساد لمنظمة الشفافية الدولية لعام 2021. وفي عام 2019، ذكرت منظمة الشفافية الدولية أن الولايات المتحدة "تواجه تهديدات إلى نظام الضوابط والتوازنات الخاص بها، إلى جانب تآكل المعايير الأخلاقية في أعلى مستويات السلطة، مشيرةً إلى الشعبوية والوطنية والاستقطاب السياسي كعوامل قد تزيد من الفساد. من المعروف أيضًا أن بعض حكومات الولايات لديها مشكلات فساد مقارنة بولايات أخرى مثل لويزيانا وإلينوي وتينيسي التي صُنفت على أنها الأسوأ على الإطلاق في عام 2018.
مكتب التحقيقات الفيدرالي مسؤول عن التحقيق في الفساد في الولايات المتحدة من خلال العديد من المبادرات للتحقيق في الفساد المحلي والأجنبي، وهو يعترف بالفساد العام باعتباره أولوية التحقيق الجنائي القصوى.
في عام 2019، جادل ستيفن والت بأن الولايات المتحدة أصبحت فاسدة بشكل متزايد، مشيرًا إلى إدارة ترامب، وأسباب الركود العظيم، وفشل طائرة بوينج 737 ماكس، وفضيحة الرشوة لعام 2019. يجادل والت بأن هذه الأمثلة تظهر أن الفساد مشكلة متنامية في الولايات المتحدة وعلى المدى الطويل يهدد القوة الناعمة للبلاد. استُشهِد بالولايات المتحدة كملاذ ضريبي. ينص قانون الامتثال الضريبي للحسابات الأجنبية على أنه يتعين على الحكومات الأجنبية الكشف عن الحسابات الأمريكية في الخارج، على الرغم من أنها فعلت ذلك بحيث لا تخضع الولايات المتحدة لأي التزام، قانوني أو غير ذلك، لمشاركة المعلومات حول فتح حسابات غير أمريكية في الولايات المتحدة. في عام 2020، احتلت الولايات المتحدة المرتبة الثانية في مؤشر السرية المالية بعد جزر كايمان فقط. في عام 2016، قدر أحد التقديرات إجمالي الثروة الخارجية في الولايات المتحدة بمبلغ 800 مليار دولار.